# Ouvry
Ouvry SAS est une société française du secteur textile, spécialisée dans les systèmes de protection individuelle NRBC-E. Depuis sa création en 2003, l'entreprise est basée à Lyon dans la région Rhône-Alpes en France.

## Histoire
Ludovic Ouvry est un ingénieur textile spécialisé en chimie. Après une expérience dans la fabrication de textiles techniques du domaine spatial, il se lance en 2003 dans les équipements de protection individuelle NRBCe (Nucléaire, Radiologique, Biologique, Chimique, Explosif) en créant l'entreprise éponyme : Ouvry SAS
Le siège de l'entreprise est situé à Lyon-Vaise sur le site des anciennes filatures de la Rhodiacéta
En 2005, Sagem DS confie à la société la fabrication de la partie protection contre les attaques NRBC du système FELIN
À la fin des années 2000, l'entreprise devient attributaire de plusieurs contrats pour la direction générale de l'Armement (DGA) et de l'agence européenne de défense (AED) et compte parmi ses utilisateurs,:
- Défense : Forces spéciales, pilotes de combats.
- Forces de l'ordre : GIGN, FIPN, RAID, gendarmerie, police nationale, etc …
- Civil : Sapeurs-pompiers de Paris (BSPP), RATP, Sécurité civile, etc …

En 2015, la société emploie 15 personnes en France et prévoit un chiffre d'affaires de 6 millions d'euros. L'entreprise crée une ligne de production située à Lyon
À l'occasion de ses 15 ans, la société inaugure début avril 2018 ses nouveaux locaux passant de 400 à 900 m2. Ouvry décide de décliner ses tenues de protection respirante afin d'équiper les agriculteurs ainsi que les ouvriers industriels utilisant des produits toxiques avec sa nouvelle tenue la Polyagri,.